# 106-та піхотна дивізія (США)
106-та піхотна дивізія (США) (англ. 106th Infantry Division (United States) — військове з'єднання, піхотна дивізія армії США. Дивізія діяла за часи Другої світової війни та нетривалий час після війни.

## Історія з'єднання
Штаб 106-ї піхотної дивізії та штабна рота були створені в армії Сполучених Штатів 5 травня 1942 року, через п'ять місяців після вступу США у Другу світову війну. Нумерація дивізії йшла відповідно від попередньої 105-ї піхотної дивізії, запланованої афроамериканської піхотної дивізії, яка мала бути включена до списку військ армії, але так і не була активована. 15 березня 1943 року 106-та піхотна дивізія була активована у Форт-Джексоні, Південна Кароліна, до складу якої увійшли підрозділи 80-ї піхотної дивізії. Після базової та поглибленої піхотної підготовки дивізія 28 березня 1944 року передислокувалася до Теннессі для участі в маневрах Другої армії № 5.
106-та піхотна дивізія була однією з двадцяти двох дивізій нижчого пріоритету, з яких протягом 1944 року забирався особовий склад на рішення військового міністерства про те, що всі формування, не заплановані для раннього відправлення до Європи або на Тихоокеанський театр війни, можуть використовуватися як джерела заміни (з максимально можливою часткою осіб, які пройшли шість місяців або більше навчання), і що жодні вісімнадцятирічні або чоловіки, які мали дітей, зачатими до нападу на Перл-Гарбор, який провів менше шести місяців навчання, мали забиратися до кадрових частин на заміну, в разі якщо не були доступні кандидатів з інших резервних частин.
З квітня по вересень 1944 року з дивізії забрали 5050 рядових і сержантів піхоти, польової артилерії, кавалерії. Їх замінили в основному колишні студенти спеціалізованої програми армійської підготовки, курсанти авіації, переведені в сухопутні війська, люди з розформованих підрозділів ППО і винищувачів танків, а також люди, які добровільно переводилися до піхоти з інших родів армії.
11 грудня 1944 року 106-та піхотна дивізія замінила 2-у піхотну дивізію на фронті в Європі, в районі Шне-Айфеля, а її 424-й піхотний полк направили до Вінтершпельта. Перед битвою, згідно зі статутом армії США, одна дивізія відповідала за не більше 5 миль (8,0 км) фронту. Напередодні битви 106-та разом із доданою 14-ю кавалерійською групою прикривала фронт протяжністю щонайменше 21 милю (34 км).
16 грудня 1944 року в ході Арденно-Ельзасської кампанії німці атакували підрозділи 106-ї дивізії. 422-й і 423-й піхотні полки дивізії були оточені та відрізані від головних сил з'єднання силами противника в районі Шенберга. Вони перегрупувалися для контратаки, але були блоковані ворогом. 19 грудня обидва полки капітулювали. Німці захопили в полон понад 6000 американських військових, це було однієї з найбільших масових капітуляцій в американській військовій історії. Серед американських військовослужбовців, що потрапили в німецький полон, був і майбутній письменник Курт Воннеґут.
Залишок дивізії, який вислизнув з оточення німецьких кліщів, був посилений 112-м піхотним полком 28-ї піхотної дивізії та відступив через річку Ор, де приєднався до інших частин у Санкт-Віті. Разом із містом Бастонь на півдні, Санкт-Віт був цінним залізничним вузлом, який вважався життєво важливим для німецького плану прорватися через лінії союзників, щоб розчленувати американські та британські сили та прорватися до бельгійського портового міста Антверпен. Спеціальні підрозділи 106-ї дивізії, зокрема 81-го інженерного батальйону дивізії, були організовані та очолені 28-річним командиром 81-го батальйону, підполковником Томасом Рігґзом. У п'ятиденній битві, 17–21 грудня, велися запеклі бої за утримання позицій на тонкій лінії хребта в милі від Санкт-Віта, від натиску німецьких сил, значно переважаючих за чисельністю та озброєнням (тільки кілька сотень «зелених» американців проти багатьох тисяч німців-ветеранів). За цей вчинок 81-й інженерно-бойовий батальйон згодом був нагороджений Президентською відзнакою за відвагу. Оборона Санкт-Віта 106-ю дивізією вважається основною причиною провалу німецького задуму з прориву до Антверпена, й перешкодила подальшому німецького наступу з Виступу.
21 грудня 81-й батальйон та інші підрозділи, включаючи 168-й інженерний батальйон, відступили з Санкт-Віта під постійним вогнем противника та 23 грудня відійшли за річку Зальм у Віельсальмі. Наступного дня 424-й полк, приданий 7-й бронетанковій дивізії, брав участь у бойових діях у Мане, поки не отримав наказ переміститися до району зосередження. З 25 грудня по 9 січня 1945 року дивізія отримала підкріплення та постачання в Антініі і повернулася до битви, захищаючи визначені рубежі вздовж лінії Енналь-Лоджбірмі. 18 січня рештки 106-ї дивізії зосередилися в Ставло для відновлення боєздатності та допідготовки. 7 лютого її перевели в околиці Унінга для оборонного патрулювання та навчання.
16 березня 1945 року етап відновлення дивізії був завершений, коли 3-й піхотний (Стара гвардія) і 159-й піхотний полки були додані замість двох втрачених полків. 25 квітня дивізія повернулася до Німеччини, де до кінця свого перебування в Європі 106-та дивізія виконувала функції з утриманням військовополонених.
Тим часом 422-й і 423-й піхотні полки були відновлені із заміни у Франції 15 квітня й передані в підпорядкування 66-ї піхотної дивізії і залишалися в цьому статусі, коли 8 травня 1945 року німці капітулювали.
За час боїв у Західній Європі з'єднання зазнало втрату 8627 людей: 417 військових загинули або померли, 1278 — дістали поранень, 235 — зникло безвісти та 6697 потрапили у полон. Серед військовослужбовців дивізії 7 стали кавалерами хреста «За видатні заслуги», один — медалі «За видатні заслуги», 9 — ордена Легіон Заслуг, 77 — медалі «Срібна зірка», 26 — Солдатської медалі, 352 — медалі «Бронзова зірка» та 10 — Повітряної медалі.